# Hermann Gladitsch
Hermann Ernst Gladitsch (* 17. Juni 1811 in Gera; † 7. April 1863 ebenda) war ein deutscher Kaufmann, Rittergutsbesitzer und Politiker.

## Leben
Gladitsch war der Sohn des Gastwirts („Zur goldenen Weintraube“) und Rittergutsbesitzers Johann Gottfried Gladitsch auf Dorna und dessen Ehefrau Susanne Marie Elisabeth geborene Dinger aus Gera. Er war evangelisch-lutherischer Konfession und heiratete am 12. Februar 1835 in Gera Anne Elise Ida Semmel (* 29. November 1815 in Dorna; † 8. Juli 1846 in Roschütz), die Tochter des Stadthauptmanns Adolf Ludwig Ferdinand Semmel in Gera. Walther Fürbringer heiratete die gemeinsame Tochter Gera Adelheid Marie.
Gladitsch war Kaufmann und Bürger in Gera. 1833 war er Mitgründer der Wollwarenfabrik „Schimpff & Gladitsch“ zusammen mit Wilhelm Schimpff. Daneben war er Bankdirektor in Gera und seit 1826 Rittergutsbesitzer auf Dorna. 1845 war er gemeinsam mit Ludwig Alberti, Leopold Krause und Heinrich Bruhm Gründungsmitglied des Vereins zur Aufsuchung und Bebauung von Steinkohlelagern im Fürstentum Gera.
Vom 12. Februar 1852 bis zum 17. Juni 1854 war er Abgeordneter im Landtag Reuß jüngerer Linie.